# Бабенко, Константин Кондратьевич
Константин Кондратьевич Бабе́нко (1912 — 1974) — советский геолог.

## Биография
Окончил геологический факультет Ростовского государственного университета (1937).
С 1937 года работал в Туркмении, с 1948 года заместитель главного геолога объединения «Туркменнефть».
Проведение широкомасштабных геологоразведочных работ на территории Западного Туркменистана увенчалось открытием нефтяного месторождения Кум-Даг (1948) и глубоких залежей на Челекенском нефтяном месторождении (1952), возродивших этот нефтегазоносный район. За открытие месторождения Кум-Даг присуждена Сталинская премия (1951).
В 1956 году открыто гигантское месторождение Котур-Тепе, рядом с ним — несколько меньшее по запасам Барса-Гельмес. После освоения этих месторождений позволило увеличить добычу нефти в Туркменистане до 16 млн тонн в 1962 году. Для сравнения: в 1938 г. в тресте «Туркменнефть» было добыто 365 тыс. тонн нефти.
За открытие Котур-Тепинского месторождения присуждена Ленинская премия 1962 года (— за открытие и промышленную оценку крупнейшего Ленинского нефтяного месторождения в Туркменской ССР).
С 1962 года начальник геологического отдела Куйбышевского института нефтяной промышленности.
Депутат Верховного Совета Туркменской ССР 2—3 созывов.
Жена — Леонила Павловна Маркова, геолог, кандидат геолого-минералогических наук.

## Награды и премии
- Сталинская премия третьей степени (1951) — за внедрение высокопроизводительных способов разработки руды (???- В действительности Сталинская премия присуждена "За открытие нефтяного месторождения Кум-Даг").
- Ленинская премия (1962) — за открытие и промышленную оценку крупнейшего Ленинского нефтяного месторождения в Туркменской ССР (???- В действительности  "За открытие нефтегазового месторождения Котур-Тепе").
- Орден "Знак Почета"